# Ewa Wójcik (piosenkarka)
Ewa Wójcik-Wrzos (ur. 24 maja 1949 we Wrocławiu) – polska wokalistka popowa.

## Życiorys
Debiutowała w 1966 roku jako wokalistka zespołu Temperamenty. W latach 1969–1973 śpiewała w grupie Pakt z którą występowała we wrocławskich klubach, na festiwalach (m.in. II Młodzieżowy Festiwal Muzyczny w Chorzowie, gdzie zespół zajął IV miejsce i otrzymał nagrodę CRZZ, czy koncert Popołudnie z młodością w ramach VII KFPP Opole '69) i nagrywała w Polskim Radio Wrocław oraz w TVP3 Wrocław (w latach istnienia formacji wydano jedynie dwie EP-ki). W 1974 roku współtworzyła Super Pakt (zespół zarejestrował w Dużym Studiu PR Wrocław, trzy utwory). W latach 1979–1989 występowała w Niemczech i Danii, jako wokalistka zespołu Florida Band. W latach 1990–1995 śpiewała w zespole hotelu Polonia. 

## Dyskografia

### Płyty (EP, PD, CD)
- Milczy kamień przy drodze (EP, Muza N 0603, 1970)
- Żołnierz wraca pod dach (PD KP-165 Muza, 1970)
- Polubić (EP, Muza N 0652, 1971)
- Z Archiwum Polskiego Radia vol. 6: Grupa Pakt. Nagrania radiowe z lat 1969–2000 (2xCD, Polskie Radio PRCD 1066-67, 2007 – w tym trzy utwory Super Paktu z 1974 roku: Romantyczny świat, Dookoła nas, Uciekajmy[1])